# 新潟県道126号長岡見附線
新潟県道126号長岡見附線（にいがたけんどう126ごう ながおかみつけせん）は、新潟県長岡市から同県見附市に至る一般県道である。

## 概要

### 路線データ
- 起点：新潟県長岡市下々条町字鴻之巣（新潟県道498号長岡中之島見附線交点）
- 終点：新潟県見附市南本町2丁目（新潟県道8号長岡見附三条線交点）

## 歴史
2011年度（平成23年度）に2007年度（平成9年度）に着手した漆山バイパス事業が完了。刈谷田川の堤防兼用道路からバイパスに付け替えられた。
2021年（令和3年）12月20日に都市計画道路見附下新町線として県により事業が実施されていた、瑞祥橋の架替が行われ開通した。

## 路線状況

### 主要構造物
- 猿橋（猿橋川）
- 瑞祥橋（刈谷田川）

## 地理

### 通過する自治体
- 新潟県
  - 長岡市 - 見附市

### 交差する道路
- 新潟県道498号長岡中之島見附線（起点：下々条交差点）
- 国道8号（長岡東バイパス）（新組・南交差点）
- 新潟県道242号七軒町見附線（長岡市七軒町字八町）
- 新潟県道138号栃尾田井線（田井バイパス）（見附市鹿熊町字大場）
- 新潟県道8号長岡見附三条線（終点：見附市南本町2丁目）

### 周辺
- JR信越本線 押切駅
- 長岡市立堤岡中学校
- 長岡市立黒条小学校
- 長岡市立新組小学校
- 見附市立南中学校
- 見附市立名木野小学校
- 見附市立見附特別支援学校
- 見附南本町郵便局
- 藤田金属 長岡支店
- 東特長岡（東京特殊電線子会社）
- アルプスアルパイン 長岡工場
- 見附染工
- マーケットシティ見附
  - 原信 見附店
  - ドラッグトップス 見附新町店
- スーパーマルイ 新組店
- 見附市総合体育館
- 信濃川
- 刈谷田川